# Dauphin (constellation)
Delphinus
Pour les articles homonymes, voir dauphin (homonymie).
Le Dauphin est une petite constellation de l'hémisphère nord, proche de l'équateur céleste.

## Histoire
Le Dauphin est cité par Aratos de Soles et était déjà l'une des 48 constellations répertoriées par Ptolémée. L'origine de son nom, en revanche, n'est pas explicite et trois légendes s'y rattachent :
- La première concerne la Néréide Amphitrite, dont Poséidon tomba amoureux. S'étant enfuie, elle fut convaincue par un dauphin envoyé par le dieu des Mers que celui-ci était une personne correcte. En récompense, Poséidon plaça le dauphin sur la voûte céleste[2].
- La deuxième raconte que le poète Arion de Méthymne, faisant route vers Tarente, fut menacé d'être jeté par-dessus bord par l'équipage qui voulait le voler et ne dut son salut qu'à un dauphin, attiré par la musique que le poète avait demandé à jouer avant son exécution, et qui le transporta à bon port.
- La troisième raconte le voyage de Dionysos. Il voulait aller à Argos, sa patrie, mais découvre qu'il est sur un navire de pirates. Il fait pousser une vigne pour arrêter le navire, puis il transforme les pirates qui voulaient le voler en dauphins. Mais Poséidon eut pitié du chef qui faisait grand nombre d'offrandes et de sacrifices au dieu. Il décida de le prendre et le mit au ciel.

Cette constellation fut également connue sous le nom du Chameau chez les astronomes arabes.
Les deux étoiles les plus brillantes de cette constellation portent des noms traditionnels étranges, Sualocin (α Delphini) et Rotanev (l'étoile β). Ils ont une origine peu commune : apparaissant pour la première fois sur un catalogue d'étoiles publié par l'observatoire de Palerme en 1814, ils viennent en fait de Nicolaus Venator écrit à l'envers, le nom latinisé de Niccolò Cacciatore (Cacciatore et Venator signifiant « chasseur »), l'assistant directeur de l'astronome bien connu Giuseppe Piazzi de l'observatoire à la publication du catalogue.

## Observation des étoiles

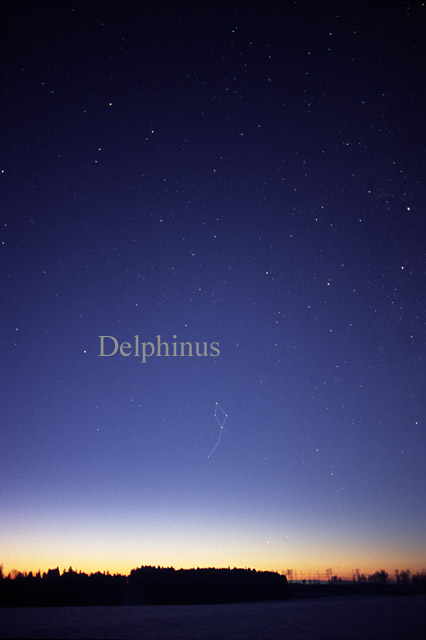
Constellation du Dauphin.

Visibilité nocturne de la constellation.

Le Dauphin est une constellation faible, mais sa forme est très caractéristique et se dégage facilement quand la visibilité est suffisamment bonne (Mag 4).
Il se situe immédiatement au Sud-Est du triangle d'été, directement à l'est de l'œil d'aigle de Altaïr, et au sud du Cygne.

## Étoiles principales

### Sualocin (αDelphini)
Sualocin, l'étoile α de la constellation du Dauphin (qui est d'ailleurs légèrement moins brillante que sa voisine β), ne dépasse pas la magnitude apparente 3,77. Il s'agit d'une étoile blanche tournant rapidement sur elle-même (70 fois plus rapidement que le Soleil).
Sualocin est une étoile double : son compagnon est distant de 12 ua et les deux étoiles tournent l'une autour de l'autre en 17 ans.

### Rotanev (βDelphini)
L'étoile la plus brillante de la constellation du Dauphin est bien l'étoile β Delphini, qui porte aussi le nom traditionnel de Rotanev depuis 1814 (voir ci-dessus).
β Delphini est une étoile double, composée de deux sous-géantes de 4,0 et 4,8 de magnitude éloignées de 13 ua en moyenne et orbitant en 26,7 ans.

### Autres étoiles
γ Delphini est une étoile double dont les composantes sont écartées, au plus, de 600 ua, et au moins, de 40 ua.
α, β, γ et δ Delphini forment un astérisme appelé le « cercueil de Job ».
ε Delphini a pour nom arabe Deneb Dulfim, signifiant « la queue du Dauphin » : elle est située au bout de la constellation.
R Delphini est une étoile variable de type Mira, passant de la magnitude 7,6 à la magnitude 13,8 en 285 jours.

## Objets célestes
Le Dauphin contient également la nébuleuse planétaire NGC 6891 et les amas globulaires NGC 6934 et NGC 7006.